# Der Fischer von Louisiana
Der Fischer von Louisiana ist ein US-amerikanischer Musikfilm aus dem Jahr 1950.

## Handlung
In einem kleinen Dorf in Louisiana findet alljährlich ein großes Fest für die Fischer des Ortes statt. In diesem Jahr kommen als Ehrengäste die Operndiva Suzette Micheline und der Operndirektor Jacques Riboudeaux. Suzette trifft hier den gutaussehenden Pepe Duvalle. Pepe ist der Neffe des Fischers Nicky Duvalle. Als Pepe bei Suzettes Galaauftritt sie unterbricht, ist Suzette sehr ärgerlich. Pepe macht aus ihrem Soloauftritt ein Duett, das wiederum den Operndirektor Jacques sehr beeindruckt. Er ist von der Stimme des Tenors begeistert und lädt ihn zur Oper nach New Orleans ein. Pepe ist zunächst jedoch nicht interessiert. Erst als bei einem Sturm das Schiff von Pepes Onkel Nicky völlig zerstört wird, entschließt er sich das Angebot anzunehmen. Mit der Hoffnung, das Geld für ein neues Boot zu verdienen, reist er mit seinem Onkel nach New Orleans.
Operndirektor Jacques möchte nun Pepe auf seine Karriere als Opernstar vorbereiten. Suzette soll den ungehobelten Landjungen weicher machen. Oscar soll ihm gesellschaftsfähiges Benehmen beibringen. Schließlich stellt er Pepe dem Dirigenten Maestro Trellini vor, der von Pepes Stimme begeistert ist und anbietet, ihn weiter auszubilden. Pepe lernt schnell und verliebt sich in Suzette. Suzette fürchtet sich jedoch, eine Beziehung mit Pepe einzugehen, da sie sich dann von Jacques lösen müsste und dies ihrer eigenen Karriere wahrscheinlich schaden würde. Sie bittet deshalb Jacques sie zu heiraten. Pepe will daraufhin New Orleans wieder verlassen. 
Onkel Nicky ist mittlerweile auch sehr gelangweilt von New Orleans und will wieder zurück in sein Fischerdorf. Als Pepes Freunde Tina und Pierre nach New Orleans kommen, müssen sie erkennen, dass Pepe nicht mehr der fröhliche Junge von früher ist, sondern kalt und städtisch geworden ist. Jacques hat mittlerweile auch erkannt, dass Suzette nicht ihn liebt, sondern Pepe. Suzette hatte sich jedoch in den Fischer Pepe verliebt und kann nun mit dem auch von ihr ausgebildeten neuen Pepe nicht mehr viel anfangen. Als Pepes Freunde Tina und Pierre New Orleans wieder verlassen, erkennt auch Pepe seine Persönlichkeitsveränderung. Bei einer Aufführung von Madame Butterfly gibt er sich dann so natürlich wie einst und Suzette verliebt sich aufs Neue in ihn.

## Kritiken
„Schwungvolle musikalische Unterhaltung mit dem damals populären Sänger Mario Lanza; altbacken in der Handlung, jedoch routiniert inszeniert.“

## Auszeichnungen
Der Komponist Nicholas Brodszky und der Songtexter Sammy Cahn wurden für den Song Be My Love 1951 für einen Oscar nominiert.